# Rathausbrücke (Berlin)
Die Rathausbrücke (bis 1896 Lange Brücke, bis 1951 Kurfürstenbrücke) über die Spree im Berliner Ortsteil Mitte verbindet den Schloßplatz mit der Rathausstraße. Entstanden im frühen 14. Jahrhundert, wurde sie im Laufe der Geschichte mehrmals erneuert. Von 1703 bis 1943 befand sich auf ihr das Reiterstandbild des Großen Kurfürsten von Andreas Schlüter. Die heutige Brücke wurde in den Jahren 2009–2012 erbaut.

## Geschichte

### Lange Brücke

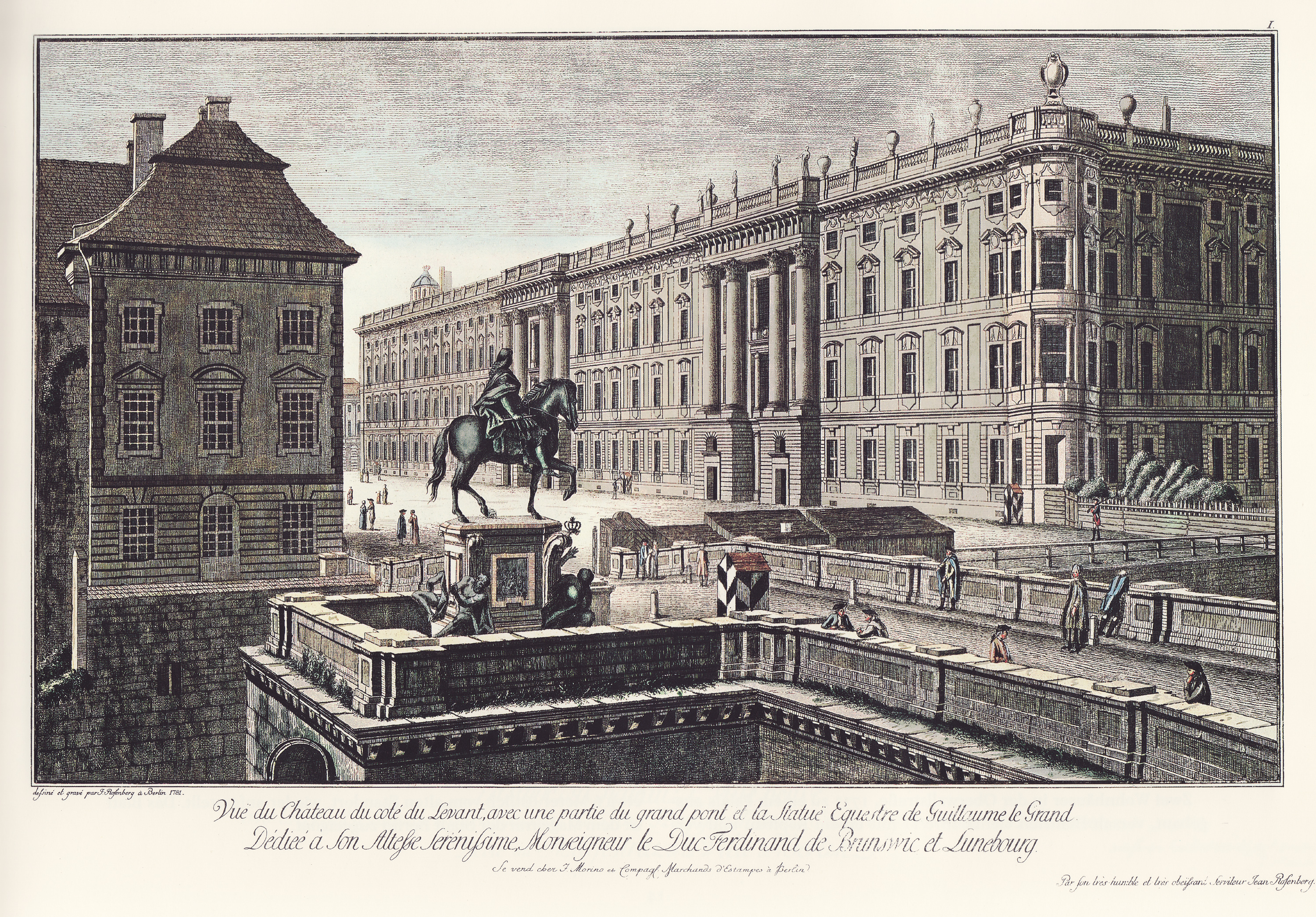
Lange Brücke mit Reiterstandbild, dahinter das Schloss, Stich von Johann Georg Rosenberg, 1781

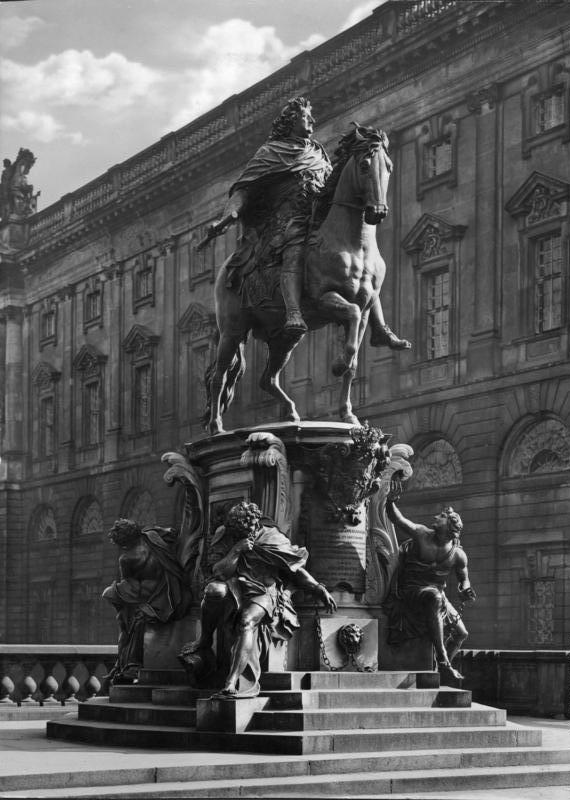
Reiterstandbild des Großen Kurfürsten von Nordosten gesehen, dahinter der Marstall, 1938

1307 gab es an dieser Stelle eine hölzerne Flussquerung von Berlin nach Cölln auf der Spreeinsel. Diese Brücke stand auf 14 Jochen und war gerade über das Wasser geführt. Wegen ihrer enormen Länge nannte man sie bald Lange Brücke. Schiffe konnten dort nur anlegen, die Brücke jedoch nicht unterqueren. Im 14. Jahrhundert, als die früheren Städte Berlin und Cölln zusammenwuchsen, ließen die Stadtväter ihr erstes Rathaus auf dieser Brücke errichten.
Häufige Reparaturen führten im 17. Jahrhundert zum Beschluss eines Brückenneubaus. Für die wiederum hölzerne Konstruktion des Jahres 1661 zahlten die beiden Städte zusammen 400 Taler, der Kurfürst Friedrich III. sorgte für das nötige Bauholz. Es entstand ein relativ schmuckloses Bauwerk mit einem gedrungenen Geländer und einer mit Sand bestreuten hölzernen Fahrbahn. Das Rathaus wurde nicht wieder darauf gebaut.
Bereits nach rund 30 Jahren genügte die Lange Brücke den Vorstellungen des Regenten nicht mehr, er gab bei dem Architekten Johann Arnold Nering einen Neubau in Auftrag, der aus Steinen bestand und sich mit seiner Bauweise an die vorhandenen Gebäude Alter Marstall und dem Schloss besser anpasste. Der Ingenieur Jean Louis Cayart leitete die Bauarbeiten, die im Frühjahr 1692 mit der Grundsteinlegung begannen und am 5. November 1694 beendet wurden.
Die neue Lange Brücke bestand aus fünf Gewölben und war für die Aufnahme eines Reiterstandbildes des Großen Kurfürsten von Brandenburg vorgesehen. Der umfangreiche Brückenschmuck wurde 1695 angebracht, während das von Andreas Schlüter geschaffene und von Johann Jacobi gegossene Reiterstandbild des Großen Kurfürsten erst 1703 enthüllt wurde. Die Aufstellung erfolgte so, dass der Reiter in leichter Linksdrehung seinen Kopf dem gegenüber liegenden Schlossbau zuwandte.
Nach einer Geschichte setzte der Bildhauer ein Kind in den Sattel vor den Herrscher, womit an eine Rettungstat des Kurfürsten nach der Schlacht bei Fehrbellin erinnert wird. Auch soll bei einer später durch Schlüter und seine Schüler vorgenommenen Besichtigung der Statue einer der Schüler festgestellt haben, dass der Meister bei dem Pferd die Hufeisen vergessen hatte.

### Kurfürstenbrücke

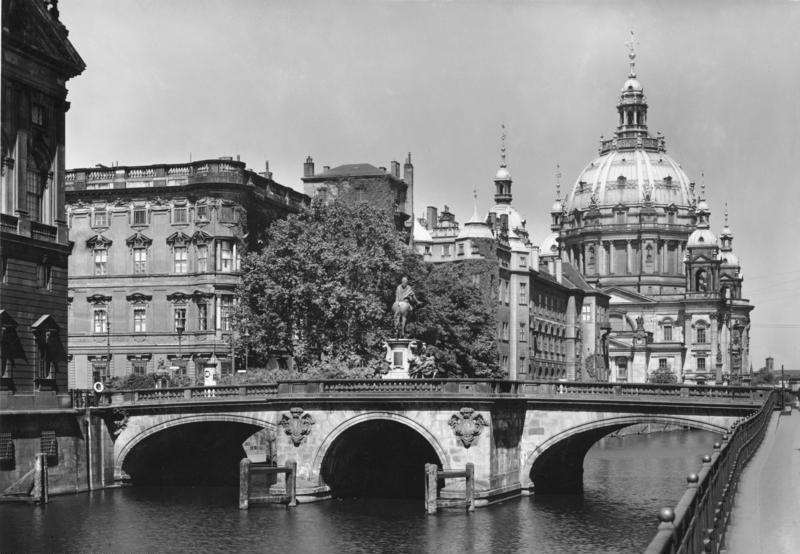
Ansicht der Kurfürstenbrücke von Südosten, dahinter der Dom, 1936

Die Lange Brücke wurde zweihundert Jahre intensiv genutzt, für ihren Erhalt wurden nur wenige Reparaturen durchgeführt. Obwohl unter der Leitung von Karl Friedrich Schinkel 1817–1819 eine größere Brückenreparatur erfolgte und auch eine leichte Verbreiterung der Brücke vorgenommen worden war, beschloss man aufgrund des schnell wachsenden Verkehrs im 19. Jahrhundert (nach einer damaligen Verkehrszählung benutzten 5360 Wagen in 13 Stunden die Brücke) einen totalen Neubau. Ihre Bauweise sollte erstmals die Durchfahrt von Lastschiffen ermöglichen, da auch der Spreearm vertieft worden war.
Die Brücke wurde 1895 mit drei größeren Bögen neu errichtet und bei der Wiedereinweihung des Brückendenkmals am 9. Mai 1896 in Kurfürstenbrücke umbenannt. Sie ermöglichte nun auch die ungehinderte Weiterführung der neuen breiten Hauptgeschäftsstraße, der Königsstraße. Diese Straße begann rechtsseitig direkt hinter der Brücke mit der Nr. 1 und markiert den Eingang zur alten Berliner Innenstadt. Baulich lehnte sich der Brückenentwurf an die Vorgängerbrücke an, indem steinerne Klinkergewölbe mit vorgesetztem Sandstein gewählt wurden und der Platz für das Reiterstandbild beibehalten wurde. Sie hatte nun eine zehn Meter breite Fahrbahn und beidseitig je 3,90 Meter breite Gehwege.

Fotografien der Brücke von Hermann Rückwardt
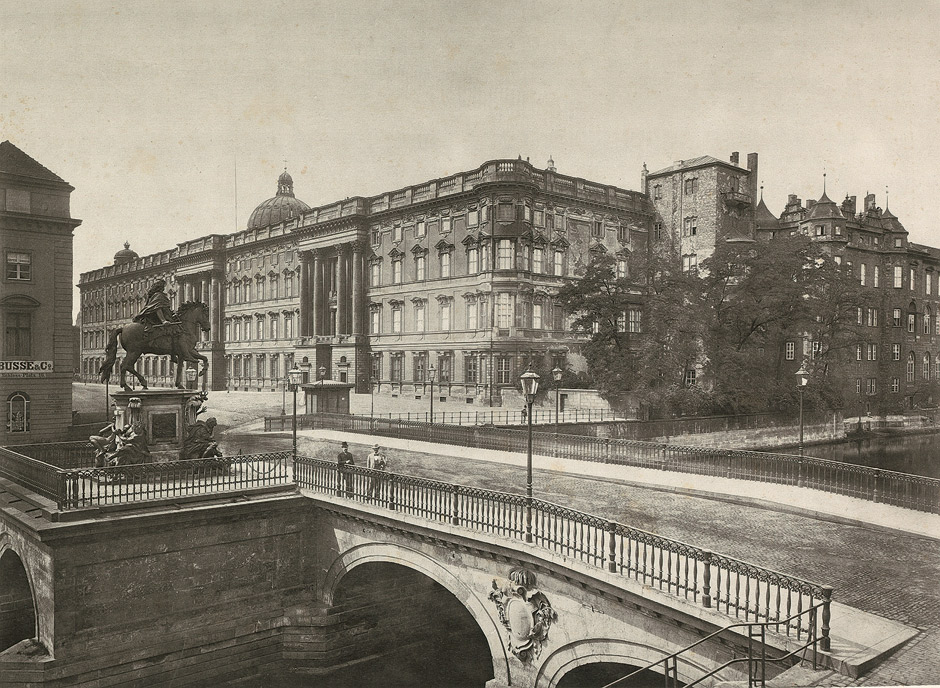
Lange Brücke mit Reiterstandbild von Südosten, 1874
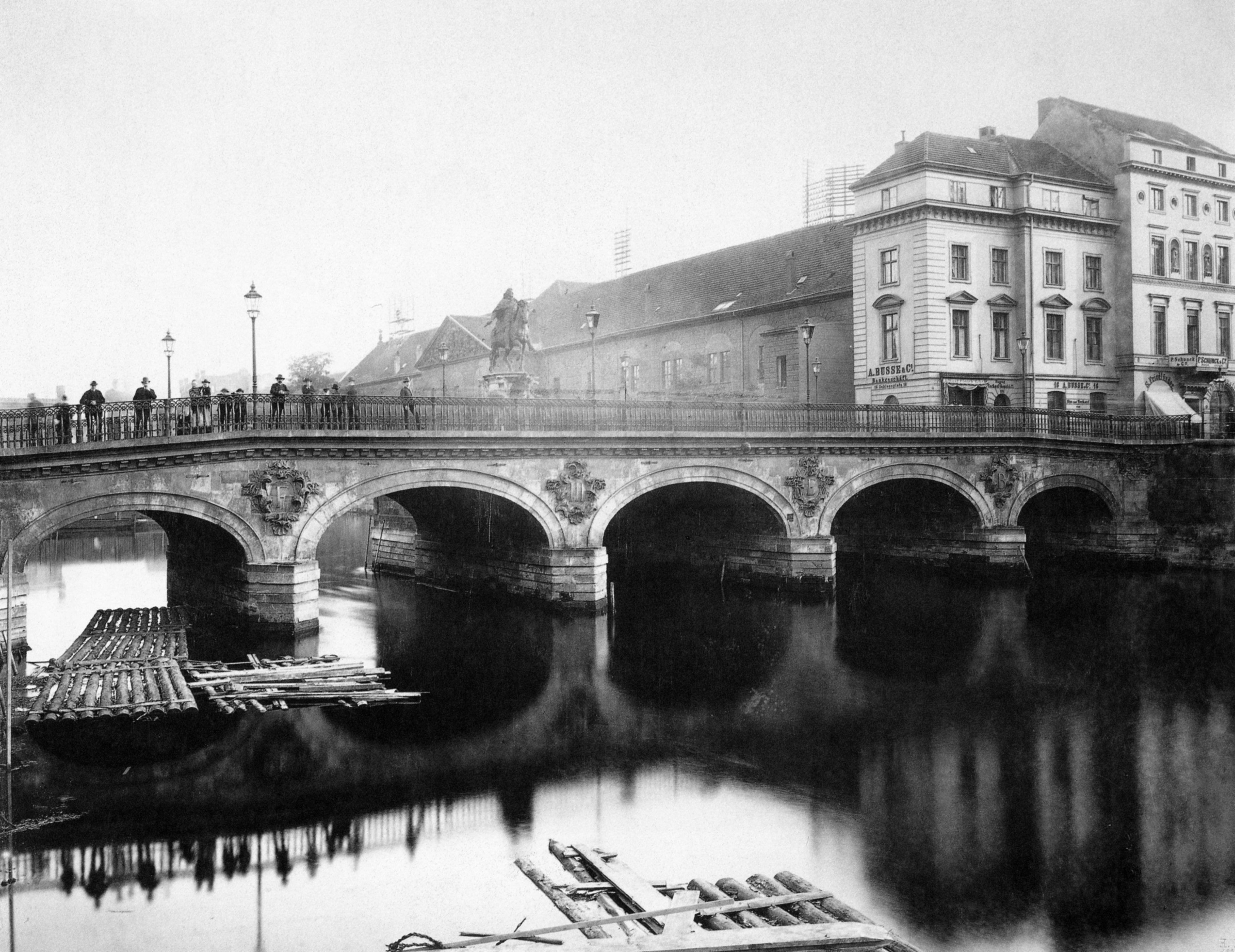
Fotografie von Nordosten, 1889
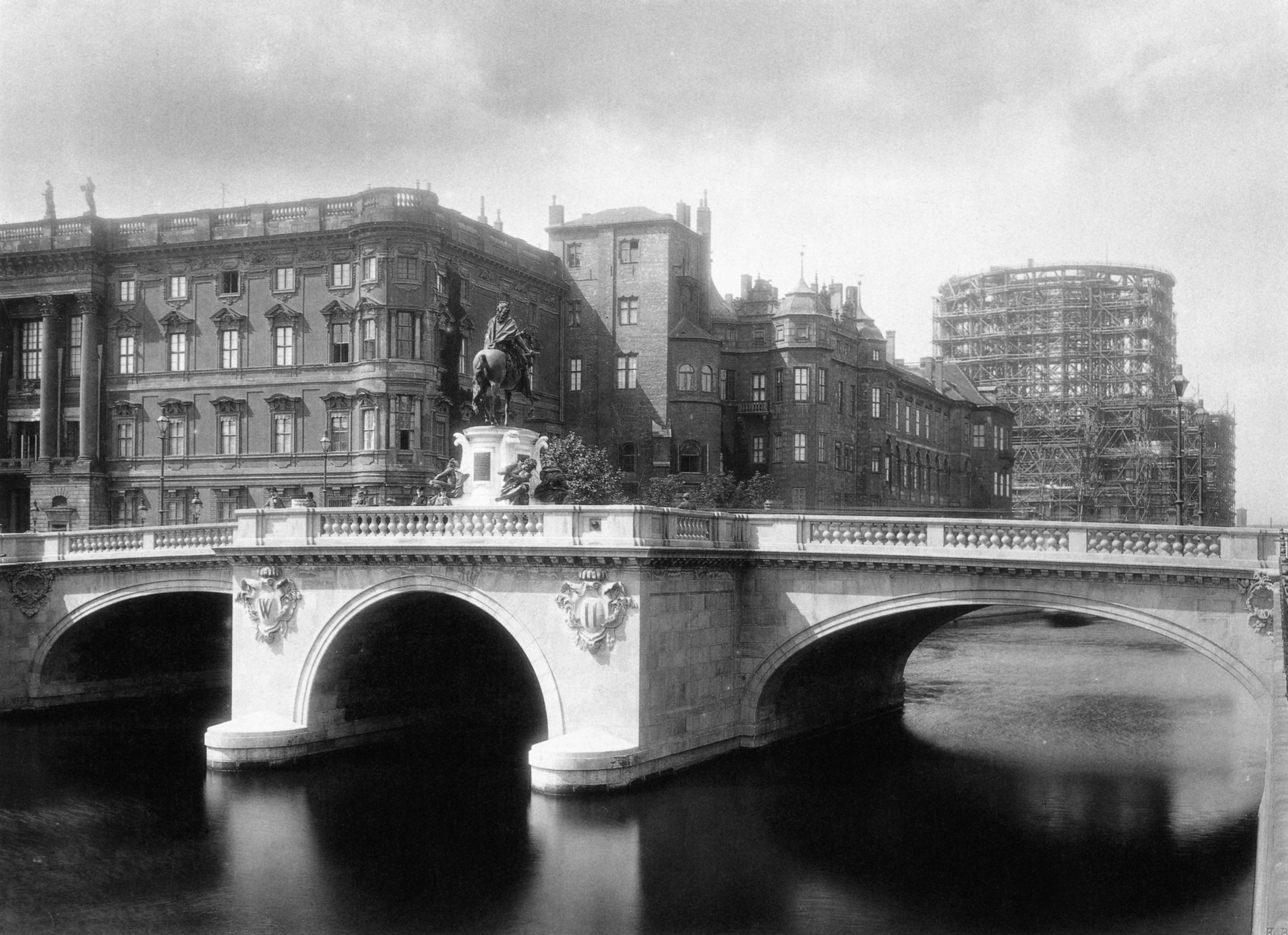
Kurfürstenbrücke mit Reiterstandbild von Südosten, 1896

### Rathausbrücke

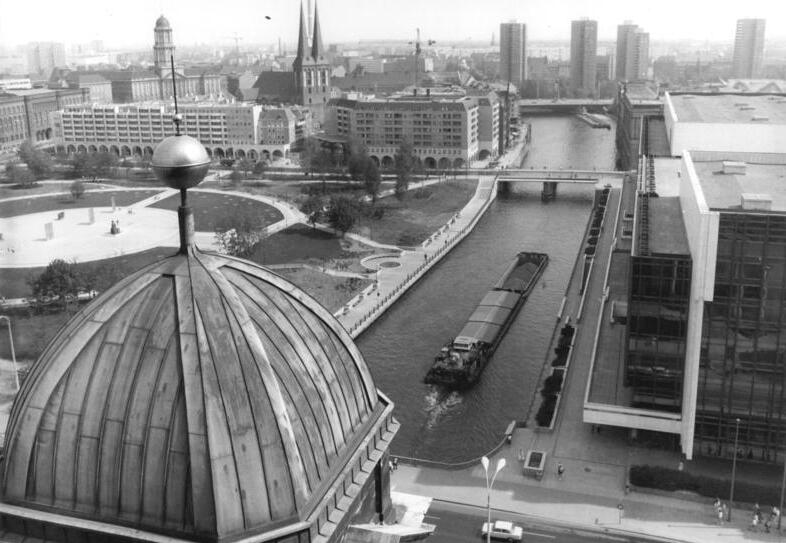
Blick vom Dom auf das Nikolaiviertel, oben rechts die Rathausbrücke, 1986

Im Zweiten Weltkrieg erlitt die Kurfürstenbrücke gegen Ende der Schlacht um Berlin durch Sprengungen von Truppen der Wehrmacht schwerste Beschädigungen, nur das Mittelstück stand noch. Das Reiterstandbild war ausgelagert worden und versank bei der 1946 versuchten Rückführung im Tegeler See, wurde aber 1949 wieder geborgen und am Schloss Charlottenburg aufgestellt. Nach Kriegsende dienten hölzerne Behelfsbrückenteile der Spreeüberquerung an dieser Stelle. Bereits im Jahr 1946 entstanden Pläne für einen Wiederaufbau der Brücke, unter anderem von dem Architekten Richard Ermisch skizziert. Zwischen 1947 und 1949 ersetzten Stahlträger die Provisorien. Starke Schäden am östlichen Gewölbeteil führten 1952 zu einer Sperrung der Brücke für den Fahrzeugverkehr, schließlich musste das Gewölbe ganz abgetragen werden. Wegen der wichtigen Verkehrsfunktion dieser Brücke ließ der Magistrat eine Stahlträgerkonstruktion mit Stahlbetonfahrbahn über die Brückenfundamente legen. Dieses weitere Provisorium wurde erst 1974–1976 im Zusammenhang mit dem Bau des Palastes der Republik durch eine bessere Stahlkonstruktion von 29 Meter Länge ersetzt. Seitdem war die Rathausbrücke, wie sie seit 1951 offiziell heißt, wiederum nur noch dem Fußgänger- und Radfahrverkehr vorbehalten. Das Reiterstandbild des Großen Kurfürsten wurde nach dem Krieg vor dem Schloss Charlottenburg dauerhaft aufgestellt.
Mit dem Fall der Berliner Mauer im November 1989 und der nachfolgenden deutschen Wiedervereinigung ging die Verwaltungshoheit an den Berliner Senat. Dieser schrieb 1999 einen Gestaltungswettbewerb für einen Brückenneubau aus, der ohne Mittelpfeiler ein langes Brückenfeld bilden sollte. Den Plänen des Architekten Walter A. Noebel, der eine moderne Stahlbetonkonstruktion ohne Flusspfeiler und Denkmalpodest vorsah, wurde der Vorzug gegeben.

## Neubau von 2012

### Entstehung

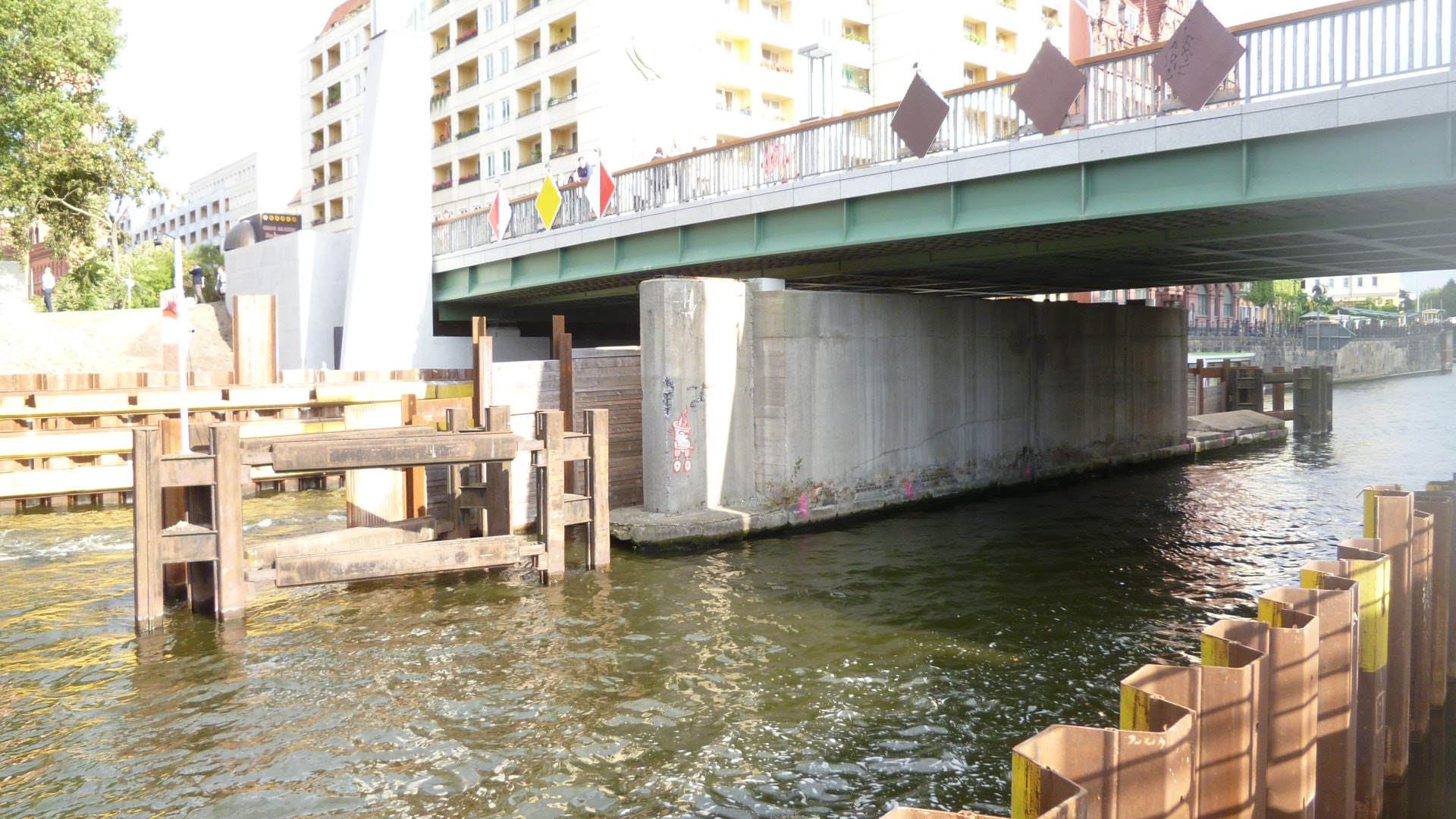
2012 abgerissener Mittelpfeiler der alten Rathausbrücke

Baubeginn war im Frühjahr 2009. Erste Bauverzögerungen traten bereits im Herbst 2009 auf, weil eine beteiligte Firma Insolvenz angemeldet hatte. Im Sommer 2010 musste der Bauherr einen neuen Stahllieferanten suchen, weil der erste Vertragspartner ebenfalls pleiteging. Schließlich führten der lange und kalte Winter 2010/2011 und Schwierigkeiten beim Abtragen des in der Spree verbliebenen Mittelpfeilers der alten Brücke zu weiteren Verzögerungen. Die geplanten Baukosten, ursprünglich mit rund sechs Millionen Euro angegeben, stiegen bis zum Bauabschluss auf zwölf Millionen. Am 14. und 15. August 2011 wurde der zuvor auf dem inselseitigen Spreeufer vormontierte Rohbau auf zwei Hilfsschienen über die Spree geschoben und auf die zuvor gegossenen Betonfundamente aufgesetzt. Während dieser Zeit war die Spree für den gesamten Schiffsverkehr gesperrt. Die metallene Tragkonstruktion der Brücke ist 41 Meter lang, 18 Meter breit und etwa 500 Tonnen schwer. Bis zum Herbst 2011 sollten die neuen Fahrbahnen und Gehwege eingebaut sein und im Frühjahr 2012 war die Freigabe für den Straßenverkehr geplant.
Im Lauf der Arbeiten stellte sich heraus, dass die geplanten Termine nicht zu halten waren. Einerseits waren die für die Brückenverkleidung vorgesehenen Natursteine aus falschem Material gefertigt, andererseits wurden Liefertermine nicht eingehalten. Das Geländer wurde im Frühjahr angebaut und eine Gehbahn am 30. März 2012 für Fußgänger freigegeben. Die mehrfachen Verzögerungen wirkten sich negativ auf die Geschäftsumsätze im benachbarten Nikolaiviertel und auf den Verkehrsfluss über die Liebknechtbrücke aus. Außerdem mussten nach Forderungen der Wasserbauverwaltung die Widerlager mehr als anfangs geplant angehoben werden, um den Schiffsverkehr nicht zu sehr zu beeinflussen.
Die offizielle Verkehrsfreigabe in Anwesenheit des Regierenden Bürgermeisters Klaus Wowereit und des Senators für Stadtentwicklung Michael Müller erfolgte am 27. September 2012 in einem feierlichen Akt. Hierbei wurde mitgeteilt, dass sich die Baukosten von ursprünglich sechs auf nunmehr zwölf Millionen Euro verdoppelt haben. Der Abbruch des noch verbliebenen Mittelpfeilers erfolgte bis November 2012.
Die neue Brücke überspannt die Spree ohne Mittelpfeiler und erleichtert so mit einer lichten Durchfahrtsbreite von 26,50 Metern und einer lichten Höhe von 4,50 Metern den Schiffsverkehr. An den Widerlagern wurden auf beiden Seiten die Uferwege unter der Brücke hindurchgeführt. Beim Überbau handelt es sich um eine Stahlverbundträgerrostkonstruktion mit einer Gesamtstützweite von 40,80 Metern. Vier Pylonen mit aufgesetzten Leuchten begrenzen die Brücke optisch.

### Kritik

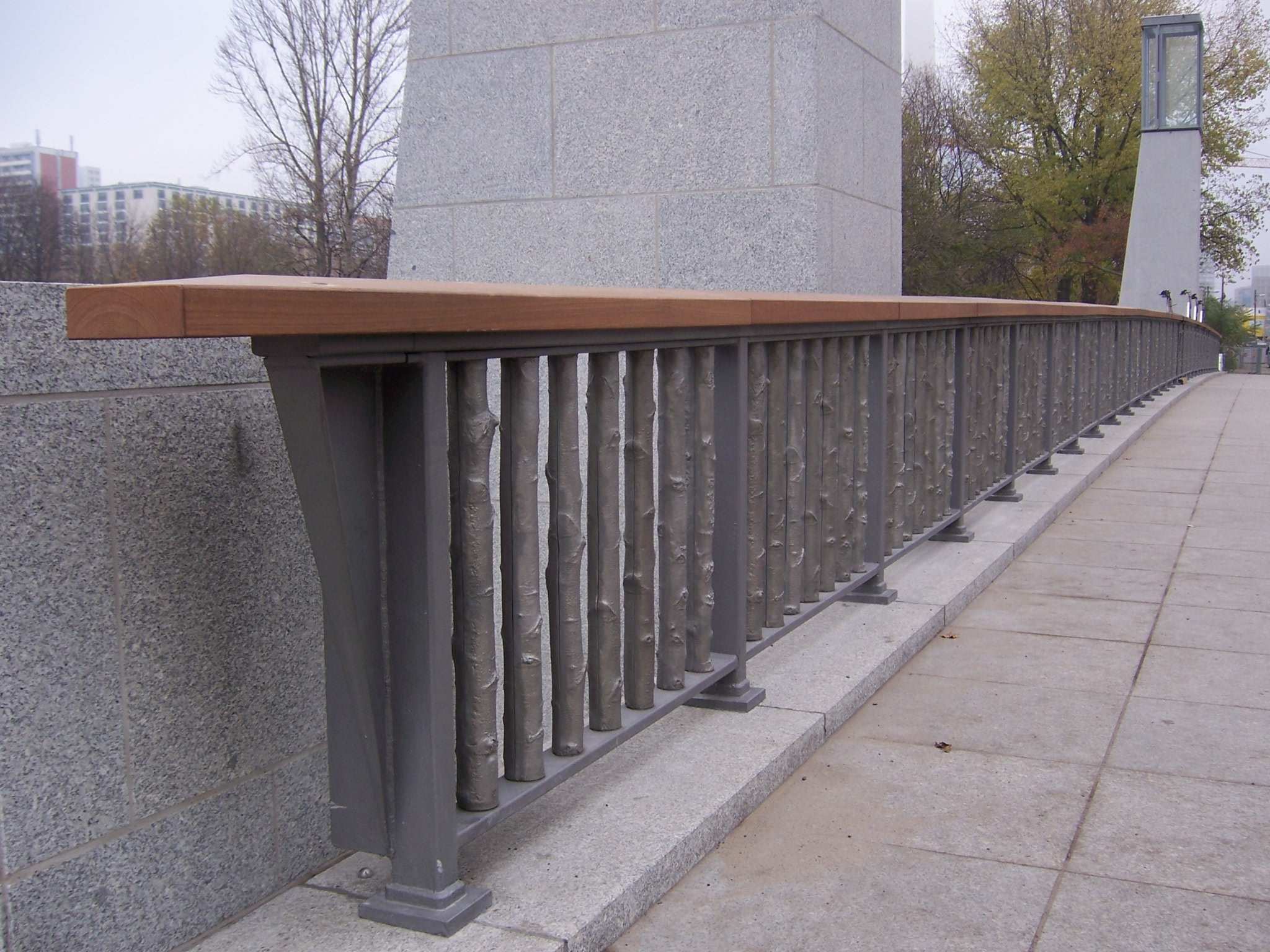
Geländer des Neubaus von 2012 in Holzoptik

Der Verein Forum Stadtbild Berlin e. V. und andere Bürgervereine wie die Gesellschaft Historisches Berlin (GHB) hatten noch vor Baubeginn die Abkehr vom historischen Vorbild und den Entwurf von Noebel als „banales Betonband“ sowie das Verbleiben des Reiterstandbilds des Großen Kurfürsten vor dem Schloss Charlottenburg kritisiert.
Im Jahr 2013 stellte sich heraus, dass die Brückenleuchten, die eine Art Retrolook der Amsterdamer Schule der 1920er Jahre darstellen, ihren Zweck nicht ausreichend erfüllen. Sie seien „schummrig“ und ihr Licht falle irgendwohin, nicht aber auf den Bürgersteig.
Entgegen den Plänen des Architekten Noebel, der eine dem Gesamtbild angepasste, „ganz und gar städtisch-steinerne Brücke“ mit kantig-strengem Aussehen vorgesehen hatte, schrieb der Senat einen gesonderten Gestaltungswettbewerb aus. Diesen gewann der Schweizer Erik Steinbrecher mit der Idee, die Geländerstreben in Form von Ästen und Wurzeln aus Metallguss anzufertigen. Für die Handläufe kam afrikanisches Iroko-Holz zum Einsatz. Nach Ansicht des Architekturkritikers Nikolaus Bernau stehen die Geländer in ihrer „germanisierenden Waldseligkeit“ in genauem Widerspruch zu Noebels Entwürfen.